# Goon Show
Die Goon Show war eine britische Radio-Comedy-Show der BBC, die von 1951 bis 1960 gesendet wurde. Hauptautor und Sprecher war der britisch-irische Komiker Spike Milligan. Weitere Sprecher waren Peter Sellers, der durch Goon Show bekannt wurde, und Harry Secombe. Mit ihrem absurden, surrealistischen Humor gelten sie als einer der wichtigsten Einflüsse auf Monty Python. Auch auf die Band The Beatles hatte die Sendung Einfluss.